# Joop den Uyl
Pour les articles homonymes, voir Den Uyl.
Johannes Marten den Uijl, dit Joop den Uyl (en néerlandais : [ˈjoːb dɛn ˈœyl] ), né le 9 août 1919 à Hilversum et mort le 24 décembre 1987 à Amsterdam, est un homme d'État néerlandais.
Élu représentant à la Seconde Chambre lors des élections législatives de 1956, il devient ministre des Affaires économiques dans la grande coalition de Jo Cals en 1965. L'année suivante, il prend la direction du Parti travailliste (PvdA) puis devient, en 1973, Premier ministre à la tête d'une alliance avec les chrétiens-démocrates, les chrétiens sociaux et les sociaux-libéraux. Son mandat voit notamment les drogues douces légalisées et le Suriname obtenir son indépendance.
Il quitte le pouvoir à la suite des élections législatives de 1977, mais revient au gouvernement en 1981, en tant que vice-Premier ministre et ministre des Affaires sociales et de l'Emploi de la grande coalition du chrétien-démocrate Dries van Agt. Il retourne dans l'opposition en 1982 et cède la direction du PvdA en 1986, établissant le record de longévité au poste.

## Biographie

### Formation et profession
Il termine ses études secondaires en 1936, dans un lycée de sa ville natale de Hilversum, puis entre à l'université municipale d'Amsterdam. Il suit un cursus de sciences économiques, qu'il achève en 1942. Durant l'été 1939, il étudie à l'Institut du commerce et de l'économie internationale de l'université Christian Albrecht de Kiel, en Allemagne.
Il commence à travailler dès avril 1943, en tant que comptable assistant au Bureau royal des prix des produits chimiques du ministère des Affaires économiques. Il démissionne en juin 1945 et se lance alors dans le journalisme.
Il est d'abord spécialiste de la politique sociale au journal Het Parool, puis il passe à Vrij Nederland dès le mois de novembre, où il est rédacteur en chef adjoint et responsable de la politique intérieure. Il quitte cependant le journal en décembre 1948 et devient, en janvier 1949, directeur de la fondation Wiardi Beckman, organisme de recherche scientifique du Parti travailliste (PvdA).

### Débuts en politique

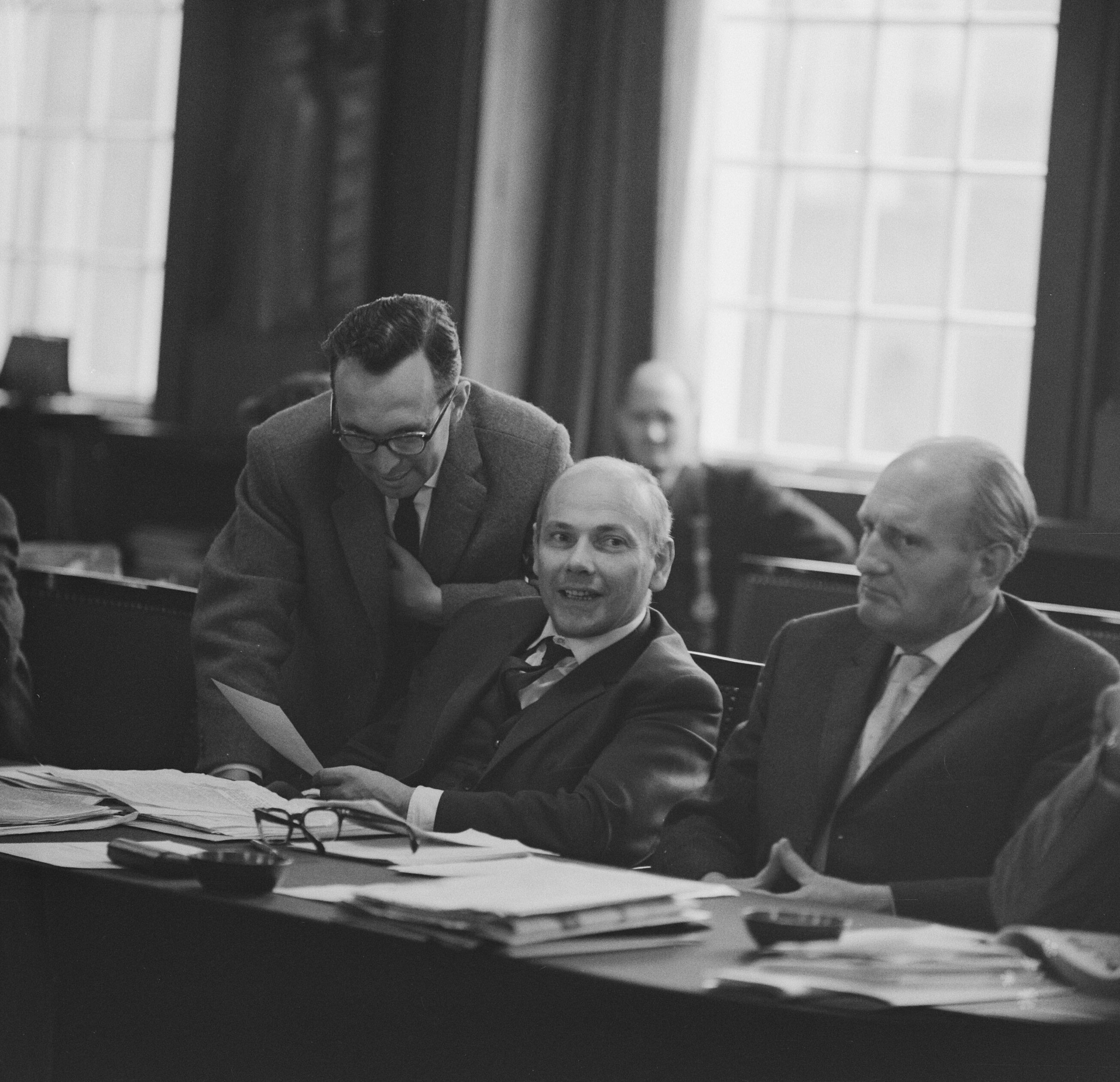
Joop den Uyl au conseil municipal d'Amsterdam (1961).

Membre du Parti antirévolutionnaire (ARP) au cours de ses études, il rejoint le PvdA dès sa fondation, en 1946. Il est nommé, trois ans plus tard, rédacteur de Socialisme en Democratie, le journal du parti, intégrant ainsi le comité exécutif, avec une voix consultative.
En 1953, il est élu au conseil municipal d'Amsterdam, où il prend, deux ans plus tard, la présidence du groupe des élus travaillistes. À l'occasion des élections législatives de 1956, il entre à la Seconde Chambre des États généraux.
Il démissionne, en 1962, de la direction du journal du PvdA, après avoir été nommé échevin à Amsterdam chargé des Travaux publics, du Commerce et des Installations portuaires. À ce poste, il est notamment occupé par les plans du nouveau quartier du Bijlmermeer, au sud-est de la ville.

### Ministre des Affaires économiques

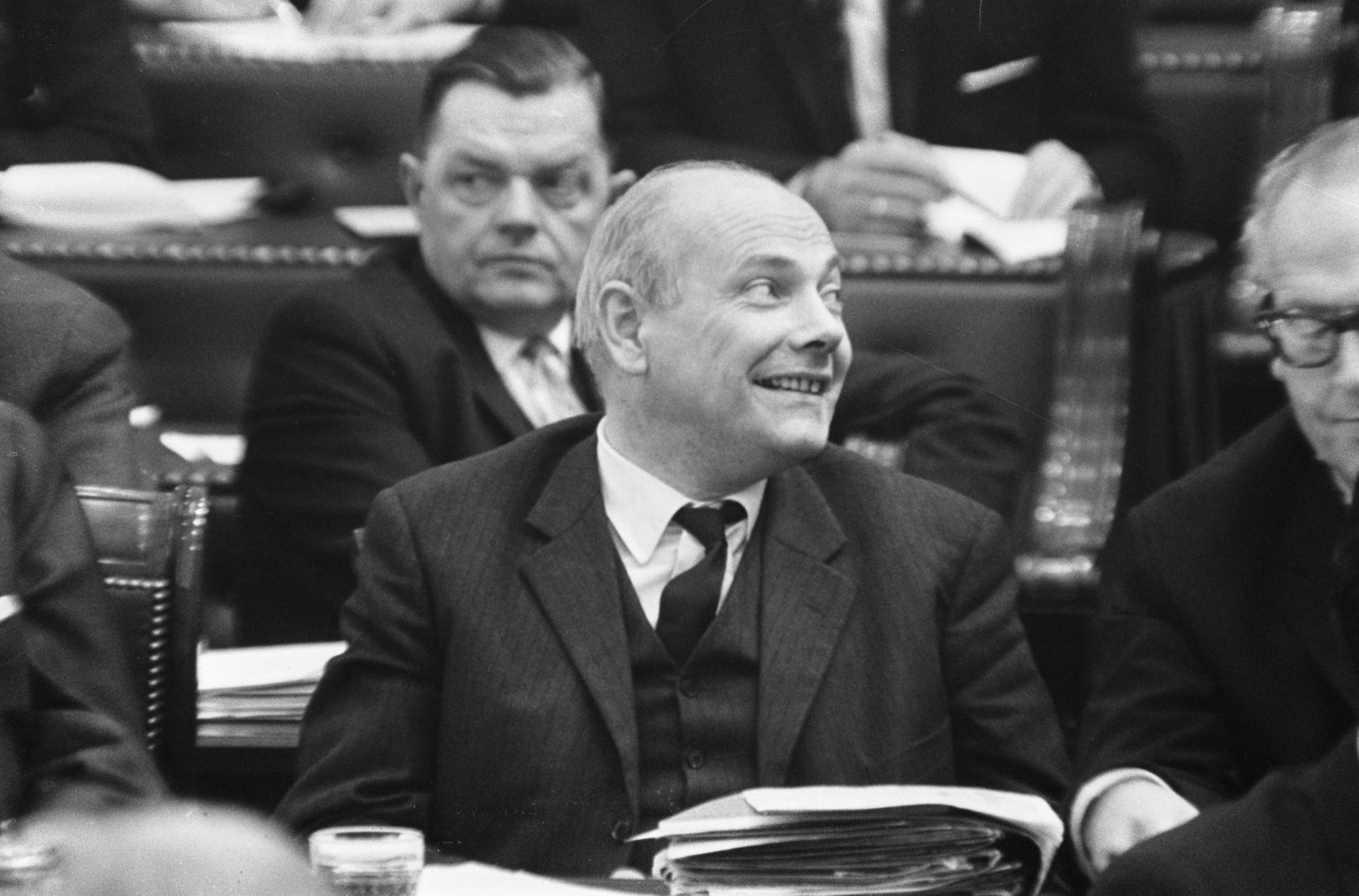
Den Uyl en 1966, en tant que ministre des Affaires économiques.

Bien qu'il ne se soit pas représenté aux élections législatives de 1963, il est nommé, le 14 avril 1965, ministre des Affaires économiques dans le gouvernement de grande coalition dirigé par le chrétien-démocrate Jo Cals.
Il reprend alors le projet de loi sur le forage dans le plateau continental, qui établit la propriété des Pays-Bas sur le pétrole et le gaz situé en mer du Nord et requiert une participation de l'État dans l'exploitation du pétrole. Au mois de décembre, il présente une note sur le déclin de l'industrie minière dans la province de Limbourg. Il propose de fermer les puits et de liquider les sociétés d'exploitation, tout en développant fortement l'industrie afin d'assurer la reconversion de la région, ainsi que d'instituer une prestation sociale spécifique pour les mineurs ayant perdu leur emploi, afin qu'ils en trouvent un autre.
Il réaffirme l'importance du développement industriel l'année suivante, dans une note sur la croissance et la structure économiques, dans laquelle il explique la nécessité d'une industrie forte et donc de mettre l'accent sur la recherche et l'innovation. Il propose également, en 1966, une loi de soutien financier à la construction d'un oléoduc entre la Nieuwe Waterweg et la mer du Nord.

### Chef de l'opposition
Élu chef politique du Parti travailliste le 13 septembre 1966, il quitte le gouvernement le 22 novembre, à la suite de démission de Jo Cals et la formation d'un gouvernement intérimaire mené par Jelle Zijlstra, sans le PvdA. Aux élections législatives de 1967, les travaillistes perdent cinq points et six mandats de représentants. Toutefois, lors des élections de 1971, le PvdA progresse de deux sièges et repasse devant le Parti populaire catholique (KVP).

### Premier ministre

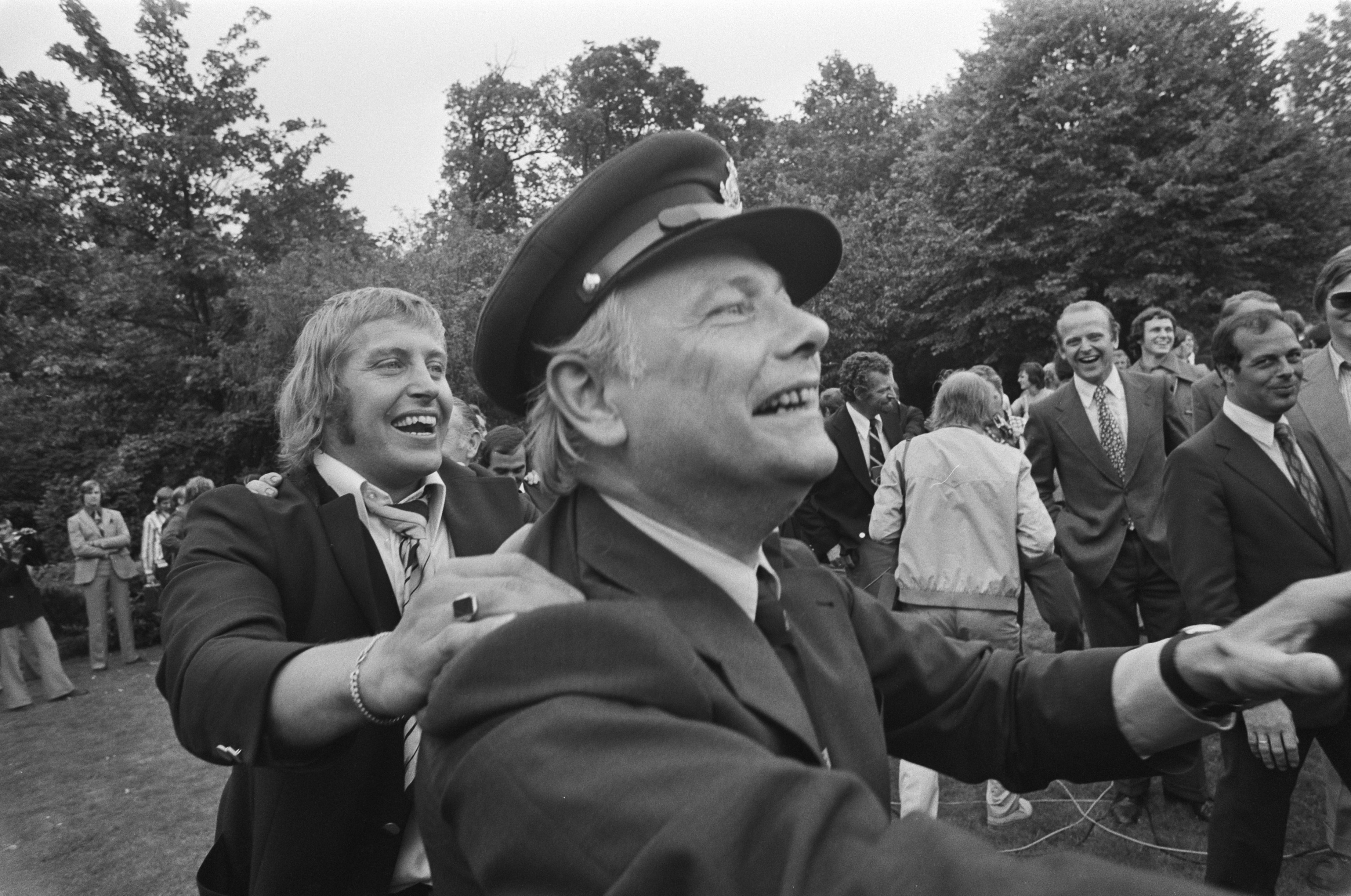
Le Premier ministre célébrant la place de finaliste à la Coupe du monde de football 1974 avec l'équipe des Pays-Bas, à la Catshuis.

Les travaillistes ayant remporté 43 mandats sur 150 aux élections législatives de 1972, loin devant le KVP, Joop den Uyl est nommé Premier ministre des Pays-Bas par la reine Juliana le 11 mai 1973, à la tête d'une large coalition entre le PvdA, le KVP, l'ARP, ainsi que le Parti politique des radicaux (PPR) et les Démocrates 66 (D'66). À peine arrivé au pouvoir, il fait face aux conséquences du premier choc pétrolier. Son gouvernement met donc en place un rationnement de l'essence, interdit d'utiliser la voiture le dimanche et fait voter une loi lui permettant de bloquer les salaires, les prix, les dividendes et les loyers.

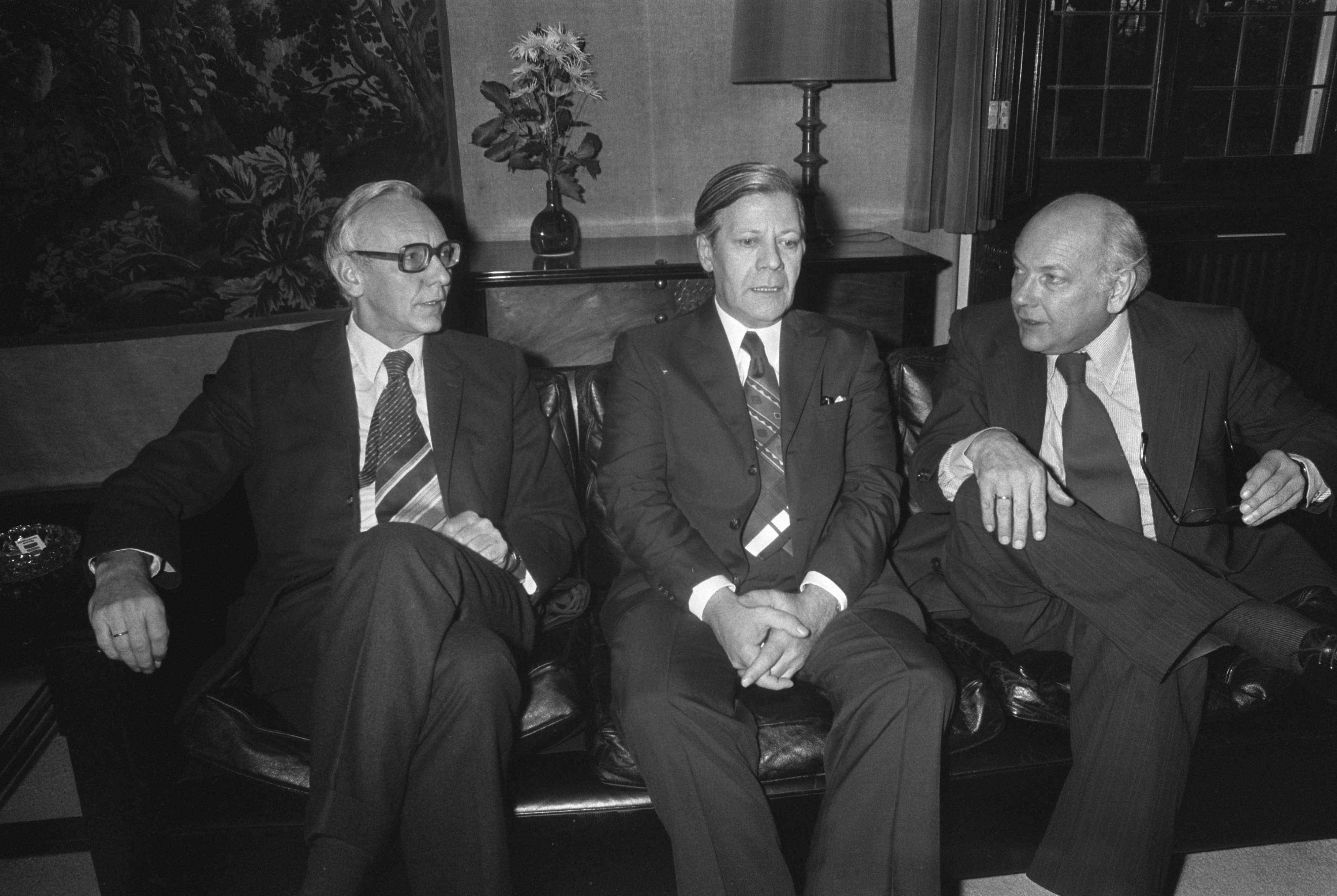
Joop den Uyl (droite) et le ministre des Affaires étrangères Max van der Stoel (gauche) recevant le chancelier fédéral allemand Helmut Schmidt en 1974.

Au cours de l'année 1976 éclate le « scandale Lockheed », qui met en cause le roi consort du pays, Bernhard de Lippe-Biesterfeld, accusé d'avoir reçu des faveurs de l'entreprise américaine Lockheed Martin. Le Premier ministre désigne alors un comité d'enquête de trois personnes, devant lequel le prince refuse de comparaître. Aucune poursuite ne sera finalement engagée et Den Uyl fera un rapport complet à la Seconde Chambre des États généraux, où il sera félicité pour sa gestion de l'affaire.
Durant son mandat, trois prises d'otages de produisent. La prise d'otage à l'ambassade française en 1974 par des membres de l'Armée rouge japonaise sur les ordres de Fusako Shigenobu conduit à la libération d'un détenu et des otages. Deux autres se produisent simultanément en 1977 dans une école primaire à Bovensmilde et un train à Glimmen, par des jeunes des Moluques, demandant une libre République des Moluques du Sud. Deux personnes sont exécutées dans le train avant que les forces spéciales n'interviennent. En 1975, le Suriname obtient son indépendance.
En 1976, le cabinet Den Uyl met en place la légalisation du cannabis aux Pays-Bas.

### Échec à un second mandat
Lors des élections de 1977, il se présente à sa propre succession. Au cours de ce scrutin, le PvdA remporte 33,8 % des voix et 53 représentant, ce qui constitue le meilleur score de son histoire. Il entreprend alors des négociations avec les D'66 et le nouvel Appel chrétien-démocrate (CDA), issu de la fusion de l'ARP et du KVP avec l'Union chrétienne historique (CHU), ce qui donnerait une très large majorité de 120 représentants.
Il participe à trois des six missions d'information, puis est nommé formateur par la reine. Il rend son mandat au bout de dix jours : bien qu'un accord politique ait été trouvé, les trois formations sont incapables de s'entendre sur une liste des ministres. Finalement, le PvdA et les D'66 se retirent des négociations. Le chrétien-démocrate Dries van Agt, vice-Premier ministre et ministre de la Justice sous Den Uyl, prend la tête de l'exécutif, avec l'appui du Parti populaire pour la liberté et la démocratie (VVD). Den Uyl devient alors le chef de l'opposition.

### Grande coalition

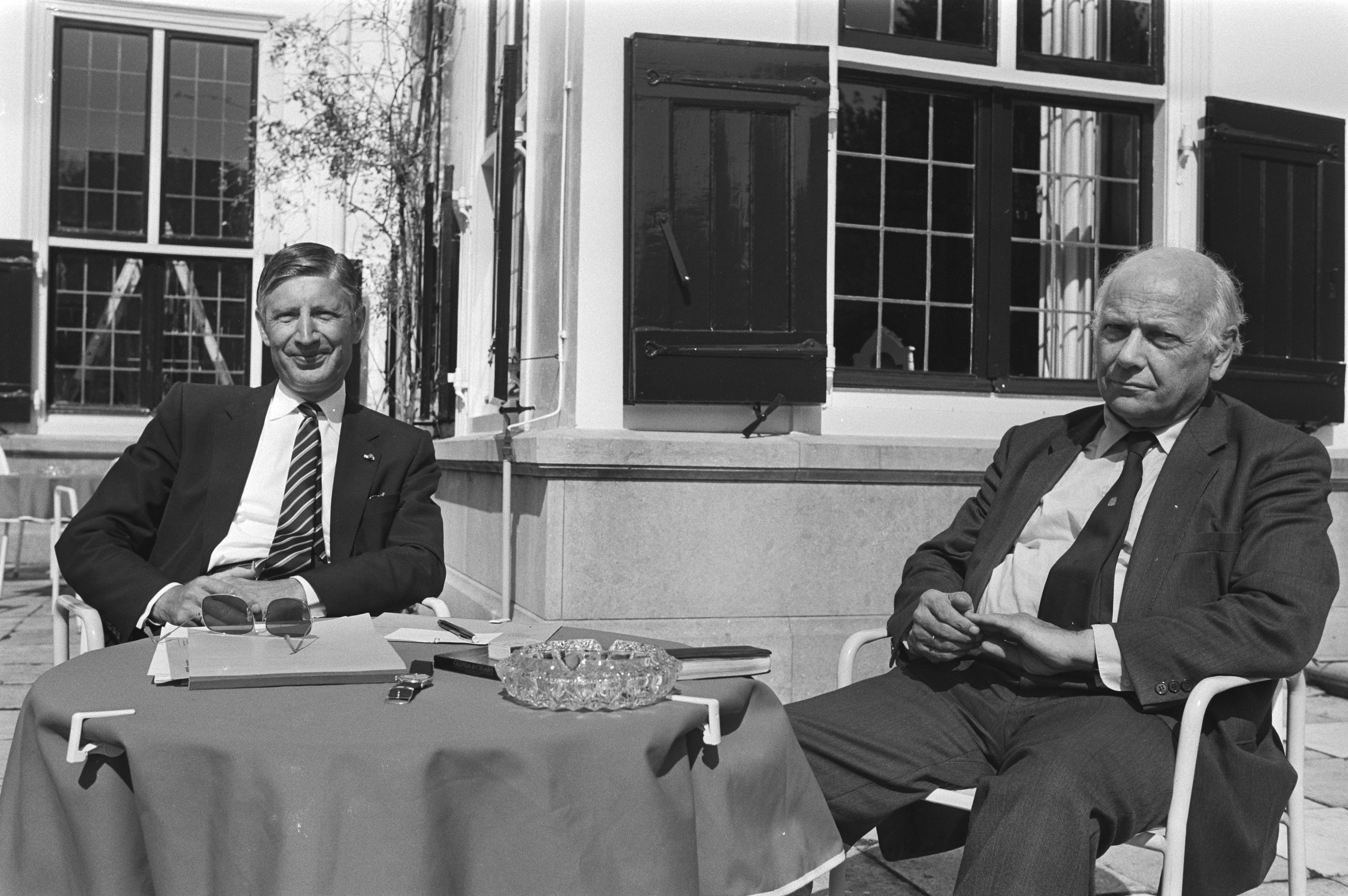
Le Premier ministre Dries van Agt avec Joop den Uyl, en 1981.

Aux élections de 1981, il conduit de nouveau la campagne des travaillistes. Avec 28,2 % des suffrages, le PvdA recule à 44 représentants et passe derrière le CDA. Toutefois, Van Agt n'a plus de majorité (75 sièges) puisque sa coalition perd 3 de ses 77 élus. Il reprend alors le projet de son prédécesseur, une grande coalition avec les D66. Le 11 septembre, Joop den Uyl est nommé vice-Premier ministre, ministre des Affaires sociales et de l'Emploi et ministre des Antilles néerlandaises. L'opposition des travaillistes aux coupes budgétaires voulues par les chrétiens-démocrates, ainsi que le refus de ces derniers d'appuyer les mesures pour l'emploi proposées par le PvdA, amène à la rupture de la coalition. Le 29 mai 1982, à peine huit mois et demi après la formation du gouvernement, les ministres travaillistes démissionnent.

### Retour dans l'opposition et fin de carrière
Les élections anticipées de 1982 redonnent au Parti travailliste le statut de première force politique, dans la mesure où ils remportent 30,4 % des voix et 52 sièges à la Seconde Chambre. Toutefois, le scrutin voit une très forte progression des libéraux du VVD, ce qui permet au CDA de continuer à diriger l'exécutif avec Ruud Lubbers, quand bien même ces derniers détiennent deux sièges de moins que le PvdA.
Aux élections anticipées de 1986, le PvdA poursuit sa remontée, avec 52 sièges, encore derrière le parti au pouvoir, qui maintient son alliance avec le VVD. Finalement, le 21 juillet, deux mois après le scrutin, le représentant Wim Kok est élu chef politique du Parti travailliste, mettant fin à vingt ans de mandat de Den Uyl. Il reste toutefois membre de la Seconde Chambre jusqu'à son décès, le 24 décembre 1987, près de sept ans avant la nomination de Kok au poste de Premier ministre.